# 希里亚耶沃农村居民点
希里亚耶沃农村居民点（俄语：Ширяевское сельское поселение）是俄罗斯联邦沃罗涅日州卡拉切耶夫斯基区所属的一个农村居民点。其下辖有1个居民点，行政中心为希里亚耶沃。据2016年统计，该农村居民点的人口为2294人。